# ملعب ماكنيكولز الرياضي
ملعب ماكنيكولز الرياضي كانت ساحة داخلية تقع في دنفر، كولورادو. يقع بجوار ملعب مايل هاي [الإنجليزية] وتم الانتهاء منه في عام 1975، بتكلفة 16 مليون دولار، ويتسع لـ16،061 لألعاب الهوكي و17،171 لألعاب كرة السلة.